# Акиш (комуна)
Акиш (рум. Acâș) — комуна у повіті Сату-Маре в Румунії. До складу комуни входять такі села (дані про населення за 2002 рік):
- Акиш (1871 особа) — адміністративний центр комуни
- Ганаш (6 осіб)
- Міхеєнь (466 осіб)
- Унімет (516 осіб)

Комуна розташована на відстані 429 км на північний захід від Бухареста, 29 км на південь від Сату-Маре, 104 км на північний захід від Клуж-Напоки.

## Населення
За даними перепису населення 2002 року у комуні проживали 2859 осіб.
Національний склад населення комуни:
| Національність | Кількість осіб | Відсоток |
| -------------- | -------------- | -------- |
| угорці         | 1413           | 49,4%    |
| румуни         | 923            | 32,3%    |
| цигани         | 515            | 18,0%    |
| німці          | 7              | 0,2%     |
| словаки        | 1              | < 0,1%   |

Рідною мовою назвали:
| Мова      | Кількість осіб | Відсоток |
| --------- | -------------- | -------- |
| угорська  | 1890           | 66,1%    |
| румунська | 963            | 33,7%    |
| німецька  | 4              | 0,1%     |
| циганська | 1              | < 0,1%   |
| словацька | 1              | < 0,1%   |

Склад населення комуни за віросповіданням:
| Релігія            | Кількість осіб | Відсоток |
| ------------------ | -------------- | -------- |
| реформати          | 1479           | 51,7%    |
| православні        | 966            | 33,8%    |
| римо-католики      | 138            | 4,8%     |
| баптисти           | 120            | 4,2%     |
| п'ятдесятники      | 48             | 1,7%     |
| греко-католики     | 28             | 1,0%     |
| не релігійні       | 25             | 0,9%     |
| унітарії           | 1              | < 0,1%   |
| юдеї               | 1              | < 0,1%   |
| не вказали релігію | 16             | 0,6%     |